# Catherine Morin
Catherine Morin, née le 26 mai 1948 à Perpignan, est une actrice française.
Elle est surtout connue pour son rôle d'infirmière dans Peur sur la ville et de Jocelyne, petite amie du héros dans les quatre premiers épisodes de Commissaire Moulin.

## Filmographie

### Cinéma
- 1975 : Peur sur la ville d'Henri Verneuil : Hélène Grammont
- 1979 : Ciao, les mecs de Sergio Gobbi
- 1981 : Le Chêne d'Allouville (Ils sont fous ces Normands) de Serge Pénard : Prisca, la journaliste
- 1983 : Vous habitez chez vos parents ? de Michel Fermaud : Bordier
- 2004 : Comme une image d'Agnès Jaoui : La femme de la publicité

### Télévision
- 1973 : Histoire vraie de Claude Santelli
- 1975 : Le voyage en province de Jacques Tréfouel : Lydia
- 1976 : Le siècle des Lumières de Claude Brulé : Zachi
- 1976 : Histoire de rire d' Yves-André Hubert : Nicole Coco d'Antibes
- 1976 : Commissaire Moulin de Paul Andréota et Claude Boissol (saison 1, épisodes 1 à 4) : Jocelyne Béranger, compagne de Jean-Paul
- 1977 : Cinéma 16 (épisode : Tom et Julie) de Nina Companez : la collègue de Julie
- 1977 : Les Folies Offenbach de Michel Boisrond et Georges Neveux (saison 1, épisode 5) : Zulma Bouffar
- 1980 : La Vie des autres de Jean-Luc Moreau (épisode : La part des ténèbres) : Mlle Rossi
- 1980 : Médecins de nuit de Jacques Tréfouël, épisode : L'entrepôt (série télévisée)
- 1981 : La ville noire de Jacques Tréfouel : Bérangère
- 1984 : Le sexe faible de Lazare Iglesis : Christina
- 1984 : Jacques le fataliste et son maître de Claude Santelli
- 1985 : Le seul témoin de Jean-Pierre Desagnat : rôle sans nom
- 1988 : Sueurs froides (épisode : La sublime aventure) : la directrice de l'hôpital psychiatrique

### Au théâtre ce soir
- 1978 : Vous ne l'emporterez pas avec vous de Moss Hart et George S. Kaufman, mise en scène Jean-Luc Moreau, réalisation Pierre Sabbagh, Théâtre Marigny
- 1982 : Le caveau de famille de Pierre Chesnot, mise en scène Francis Joffo, réalisation Pierre Sabbagh, Théâtre Marigny
- 1984 : K M X Labrador de Jacques Deval (d'après Mark Reed), mise en scène Jean-Luc Moreau, réalisation Georges Folgoas, Théâtre Marigny

## Théâtre
- 1974 : Le Siècle des lumières de Claude Brulé, mise en scène Jean-Laurent Cochet, Théâtre du Palais-Royal : Zachi
- 1977 : Pauvre assassin de Pavel Kohout, mise en scène Michel Fagadau, Théâtre de la Michodière : 3e comédienne, maîtresse, Kourganova, Irina Pavlova, Comtesse Bielitskaïa
- 1980 : Une drôle de vie de Brian Clark, mise en scène Michel Fagadau, Théâtre Antoine : Madame Blin
- 1982 : En sourdine... les sardines ! de Michael Frayn, mise en scène Robert Dhéry, Théâtre des Bouffes Parisiens : Michèle Alexandre
- 1985 : Tailleur pour dames de Georges Feydeau, mise en scène Bernard Murat, Théâtre des Bouffes Parisiens : Suzanne